# Cabezas (apellido)
Cabezas es un apellido oriundo de España. Tiene un origen castellano, procedente de los montes de León. Se remonta a la  reconquista española. La evolución del apellido Cabezas aparece ligada al apellido Altamirano, ilustre apellido de Ávila.

## Descripción del escudo de armas
En campo de azur, trece bezantes de plata, puestos de tres en tres y uno solo. Bordura de gules, con cuatro cabezas de moro.